# Myrmecodesmus amplus
Myrmecodesmus amplus är en mångfotingart som först beskrevs av Ottis Robert Causey 1973.  Myrmecodesmus amplus ingår i släktet Myrmecodesmus och familjen fingerdubbelfotingar. Inga underarter finns listade i Catalogue of Life.